# Upemba-Spitzmaus

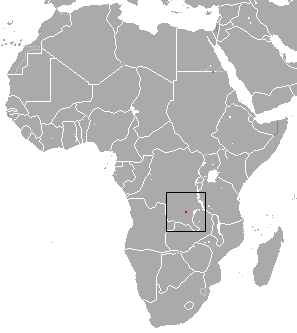
Verbreitungsgebiet der Upemba-Spitzmaus

Die Upemba-Spitzmaus (Crocidura zimmeri) ist ein in der südöstlichen Demokratischen Republik Kongo verbreitetes Säugetier in der Gattung der Weißzahnspitzmäuse. Die Art ist möglicherweise näher mit Crocidura turba verwandt.
Der Artzusatz im wissenschaftlichen Namen ehrt den US-amerikanischen Ornithologen John Todd Zimmer.

## Merkmale
Von zwei Exemplaren wurden Kopf-Rumpf-Längen von 112 und 123 mm, Schwanzlängen von 48 und 56 mm sowie Hinterfußlängen von 17,5 und 18,2 mm ermittelt. Damit ist die Upemba-Spitzmaus ein sehr großer Gattungsvertreter. Das schwarzbraune Fell der Oberseite geht ohne deutliche Grenze in das hellere Fell der Unterseite über, das eine silberne Tönung hat. Es sind dunkelbraune Füße vorhanden. Der schwarze Schwanz ist im vorderen Bereich verdickt und er trägt viele Borsten. Die Art hat einen gut ausgeprägten Scheitelkamm. Das Gebiss ist kräftiger als bei anderen afrikanischen Gattungsvertretern, mit Ausnahme von Crocidura olivieri.

## Verbreitung und Lebensweise
Diese Spitzmaus bewohnt ein kleines Gebiet im Upemba-Nationalpark. Die Funde stammen aus 600 bis 700 Meter Höhe. Im Schutzgebiet kommen feuchte Wälder und Sümpfe vor.
Bis zum Jahr 2014 war die Art nur von drei Exemplaren bekannt, die 1936 entdeckt wurden. Ihr Verhalten entspricht vermutlich anderen Gattungsmitgliedern.

## Gefährdung
Die IUCN listet die Upemba-Spitzmaus mit ungenügende Datenlage (data deficient) aufgrund fehlender Angaben zu möglichen Bedrohungen und zur Populationsgröße.